# Cugand-la-Bernardière
Cugand-la-Bernardière es una comuna nueva francesa situada en el departamento de Vandea, de la región de Países del Loira.

## Historia
Fue creada el 1 de enero de 2025, en aplicación de una resolución del prefecto de Vandea de 3 de junio de 2024 con la unión de las comunas de Cugand y La Bernardière, pasando a estar el ayuntamiento en la antigua comuna de Cugand.

## Demografía
Según los datos aportados en la resolución del prefecto de Vandea, la comuna se crea con 5686 habitantes.

## Composición
| Comuna delegada | Código INSEE | Población (2022) | Superficie (km²) | Densidad (hab./km²) |
| --------------- | ------------ | ---------------- | ---------------- | ------------------- |
| Cugand          | 85076        | 3746             | 13.47            | 278                 |
| La Bernardière  | 85021        | 1913             | 14.3             | 134                 |